# Foussball Nationaldivisioun
Foussball Nationaldivisioun är Luxemburgs högsta division i fotboll för herrar, och lyder under Luxemburgs fotbollsförbund. Serien sparkade igång säsongen 1909/1910 och vanns då av Racing Club Luxembourg.

## Klubbar säsongen 2019/20
| Lag                     | Stad/Område       | Stadium                                    | Kapacitet |
| ----------------------- | ----------------- | ------------------------------------------ | --------- |
| FC Blue Boys Muhlenbach | Mühlenbach        | Stade Mathias Mamer                        | 1,100     |
| Differdange 03          | Differdange       | Stade Municipal de la Ville de Differdange | 3,000     |
| Etzella Ettelbruck      | Ettelbruck        | Stade Am Deich                             | 2,020     |
| F91 Dudelange           | Dudelange         | Stade Jos Nosbaum                          | 2,558     |
| Fola Esch               | Esch-sur-Alzette  | Stade Émile Mayrisch                       | 3,826     |
| Hostert                 | Hostert           | Stade Jos Becker                           | 1,500     |
| Jeunesse Esch           | Esch-sur-Alzette  | Stade de la Frontière                      | 5,090     |
| Mondorf-les-Bains       | Mondorf-les-Bains | Stade John Grün                            | 3,600     |
| Progrès Niederkorn      | Niedercorn        | Stade Jos Haupert                          | 2,800     |
| Racing FC               | Luxemburg         | Stade Achille Hammerel                     | 5,814     |
| Rodange                 | Rodange           | Stade Joseph Philippart                    | 3,400     |
| UNA Strassen            | Strassen          | Complexe Sportif Jean Wirtz                | 2,000     |
| UT Pétange              | Pétange           | Stade Municipal                            | 2,400     |
| Victoria Rosport        | Rosport           | VictoriArena                               | 1,000     |

## Mästare
| Säsong              | Segrare                                                |
| ------------------- | ------------------------------------------------------ |
| 1909/1910           | Racing Club Luxembourg                                 |
| 1910/1911           | Racing Club Luxembourg                                 |
| 1911/1912           | US Hollerich                                           |
| 1912/1913           | inställt                                               |
| 1913/1914           | US Hollerich                                           |
| 1914/1915           | US Hollerich                                           |
| 1915/1916           | US Hollerich                                           |
| 1916/1917           | AS la Jeunesse d'Esch                                  |
| 1917/1918           | CS Fola Esch                                           |
| 1918/1919           | Sporting Club Luxembourg                               |
| 1919/1920           | CS Fola Esch                                           |
| 1920/1921           | AS la Jeunesse d'Esch                                  |
| 1921/1922           | CS Fola Esch                                           |
| 1922/1923           | FA Red Boys Differdange                                |
| 1923/1924           | CS Fola Esch                                           |
| 1924/1925           | CA Spora Luxembourg                                    |
| 1925/1926           | FA Red Boys Differdange                                |
| 1926/1927           | Union Sportive Luxembourg                              |
| 1927/1928           | CA Spora Luxembourg                                    |
| 1928/1929           | CA Spora Luxembourg                                    |
| 1929/1930           | CS Fola Esch                                           |
| 1930/1931           | FA Red Boys Differdange                                |
| 1931/1932           | FA Red Boys Differdange                                |
| 1932/1933           | FA Red Boys Differdange                                |
| 1933/1934           | CA Spora Luxembourg                                    |
| 1934/1935           | CA Spora Luxembourg                                    |
| 1935/1936           | CA Spora Luxembourg                                    |
| 1936/1937           | AS la Jeunesse d'Esch                                  |
| 1937/1938           | CA Spora Luxembourg                                    |
| 1938/1939           | Stade Dudelange                                        |
| 1939/1940           | Stade Dudelange                                        |
| 1940/1941-1943/1944 | inställt på grund av krig                              |
| 1944/1945           | Stade Dudelange                                        |
| 1945/1946           | Stade Dudelange                                        |
| 1946/1947           | Stade Dudelange                                        |
| 1947/1948           | Stade Dudelange                                        |
| 1948/1949           | CA Spora Luxembourg                                    |
| 1949/1950           | Stade Dudelange                                        |
| 1950/1951           | AS la Jeunesse d'Esch                                  |
| 1951/1952           | National Schifflange                                   |
| 1952/1953           | FC Progrès Niedercorn                                  |
| 1953/1954           | AS la Jeunesse d'Esch                                  |
| 1954/1955           | Stade Dudelange                                        |
| 1955/1956           | CA Spora Luxembourg                                    |
| 1956/1957           | Stade Dudelange                                        |
| 1957/1958           | AS la Jeunesse d'Esch                                  |
| 1958/1959           | AS la Jeunesse d'Esch                                  |
| 1959/1960           | AS la Jeunesse d'Esch                                  |
| 1960/1961           | CA Spora Luxembourg                                    |
| 1961/1962           | Union Sportive Luxembourg                              |
| 1962/1963           | AS la Jeunesse d'Esch                                  |
| 1963/1964           | FC Aris Bonnevoie                                      |
| 1964/1965           | Stade Dudelange                                        |
| 1965/1966           | FC Aris Bonnevoie                                      |
| 1966/1967           | AS la Jeunesse d'Esch                                  |
| 1967/1968           | AS la Jeunesse d'Esch                                  |
| 1968/1969           | FC Avenir Beggen                                       |
| 1969/1970           | AS la Jeunesse d'Esch                                  |
| 1970/1971           | Union Sportive Luxembourg                              |
| 1971/1972           | FC Aris Bonnevoie                                      |
| 1972/1973           | AS la Jeunesse d'Esch                                  |
| 1973/1974           | AS la Jeunesse d'Esch                                  |
| 1974/1975           | AS la Jeunesse d'Esch                                  |
| 1975/1976           | AS la Jeunesse d'Esch                                  |
| 1976/1977           | AS la Jeunesse d'Esch                                  |
| 1977/1978           | FC Progrès Niedercorn                                  |
| 1978/1979           | FA Red Boys Differdange                                |
| 1979/1980           | AS la Jeunesse d'Esch                                  |
| 1980/1981           | FC Progrès Niedercorn                                  |
| 1981/1982           | FC Avenir Beggen                                       |
| 1982/1983           | AS la Jeunesse d'Esch                                  |
| 1983/1984           | FC Avenir Beggen                                       |
| 1984/1985           | AS la Jeunesse d'Esch                                  |
| 1985/1986           | FC Avenir Beggen                                       |
| 1986/1987           | AS la Jeunesse d'Esch                                  |
| 1987/1988           | AS la Jeunesse d'Esch                                  |
| 1988/1989           | CA Spora Luxembourg                                    |
| 1989/1990           | Union Sportive Luxembourg                              |
| 1990/1991           | Union Sportive Luxembourg                              |
| 1991/1992           | Union Sportive Luxembourg                              |
| 1992/1993           | FC Avenir Beggen                                       |
| 1993/1994           | FC Avenir Beggen                                       |
| 1994/1995           | AS la Jeunesse d'Esch                                  |
| 1995/1996           | AS la Jeunesse d'Esch                                  |
| 1996/1997           | AS la Jeunesse d'Esch                                  |
| 1997/1998           | AS la Jeunesse d'Esch                                  |
| 1998/1999           | AS la Jeunesse d'Esch                                  |
| 1999/2000           | F91 Dudelange                                          |
| 2000/2001           | F91 Dudelange                                          |
| 2001/2002           | F91 Dudelange                                          |
| 2002/2003           | CS Grevenmacher                                        |
| 2003/2004           | AS la Jeunesse d'Esch                                  |
| 2004/2005           | F91 Dudelange                                          |
| 2005/2006           | F91 Dudelange                                          |
| 2006/2007           | F91 Dudelange                                          |
| 2007/2008           | F91 Dudelange                                          |
| 2008/2009           | F91 Dudelange                                          |
| 2009/2010           | AS la Jeunesse d'Esch                                  |
| 2010/2011           | F91 Dudelange                                          |
| 2011/2012           | F91 Dudelange                                          |
| 2012/2013           | CS Fola Esch                                           |
| 2013/2014           | F91 Dudelange                                          |
| 2014/2015           | CS Fola Esch                                           |
| 2015/2016           | F91 Dudelange                                          |
| 2016/2017           | F91 Dudelange                                          |
| 2017/2018           | F91 Dudelange                                          |
| 2018/2019           | F91 Dudelange                                          |
| 2019/2020           | Ingen mästare, avbruten på grund av covid-19-pandemin. |
| 2020/2021           | Fola Esch                                              |
| 2021/2022           | F91 Dudelange                                          |
| 2022/2023           | Swift Hesperange                                       |
| 2023/2024           | Differdange 03                                         |

### Fotnoter
1. ↑  ”Luxembourg look to the future” (på engelska). UEFA. Arkiverad från originalet den 8 oktober 2014. https://web.archive.org/web/20141008114050/http://www.uefa.org/member-associations/association=lux/index.html. Läst 23 maj 2015.
2. ↑  ”Complexe Sportif Jean Wirtz”. Complexe Sportif Jean Wirtz. Scoresway. https://int.soccerway.com/venues/luxembourg/complexe-sportif-jean-wirtz/v9760/. Läst 16 juli 2015.
3. ↑  ”FC Victoria Rosport”. FC Victoria Rosport. Scoresway. https://int.soccerway.com/teams/luxembourg/fc-victoria-rosport/1418/. Läst 16 juli 2015.